# Lijst van gemeentelijke monumenten in Den Haag/Escamp
Het stadsdeel Escamp, onderdeel van de gemeente Den Haag, kent 16 gemeentelijk monument; hieronder een overzicht.

## Bouwlust en Vrederust
De wijk Bouwlust en Vrederust kent 2 gemeentelijke monumenten:
| Object                                                                                         | Bouwjaar             | Architect               | Locatie                | Coördinaten                  | Nr.        | Afbeelding                                                            |
| ---------------------------------------------------------------------------------------------- | -------------------- | ----------------------- | ---------------------- | ---------------------------- | ---------- | --------------------------------------------------------------------- |
| Hoeve bestaande uit een krukhuisboerderij met twee gemetselde bijgebouwen en een houten schuur | 17e-eeuws 1830, 1893 |                         | Poeldijkseweg 43       | 52° 1' 45" NB, 4° 15' 13" OL | 0518/WN881 | Meer afbeeldingen                                                     |
| Gereformeerde Shalomkerk (voorheen Salvatorkerk) in wederopbouw stijl                          | 1955-1959            | Bier, T., Verschoor, A. | Vrederustlaan 94/96/98 | 52° 2' 34" NB, 4° 15' 48" OL | 0518/WN883 | Gereformeerde Shalomkerk (voorheen Salvatorkerk) in wederopbouw stijl |

## Leyenburg
De wijk Leyenburg kent 3 gemeentelijke monumenten:
| Object | Bouwjaar  | Architect        | Locatie                                        | Coördinaten                  | Nr.        | Afbeelding |
| --- | --------- | ---------------- | ---------------------------------------------- | ---------------------------- | ---------- | --- |
| Voormalige Nederlands Hervormde Thomaskerk (voordien Paaskerk) in wederopbouw stijl                                                              | 1951      | Westerhout, G.   | Harmelenstraat 108 Abcoudestraat 2             | 52° 3' 26" NB, 4° 16' 18" OL | 0518/WN891 | Voormalige Nederlands Hervormde Thomaskerk (voordien Paaskerk) in wederopbouw stijl                                                              |
| Voormalige kazerne Koninklijke Marechaussee in Overgangsarchitectuur stijl                                                                       | 1920      |                  | Leyweg 2 t/m 14c                               | 52° 3' 41" NB, 4° 15' 43" OL | 0518/WN616 | Meer afbeeldingen |
| Voormalig rooms-katholieke kerk Onze Lieve Vrouwe van Fatima met twee scholen in wederopbouw-stijl. Gekocht en in gebruik door City Life Church. | 1947-1954 | Molenaar, N.F.A. | Soestdijksekade 341/343/345 Escamplaan 280/282 | 52° 3' 45" NB, 4° 16' 23" OL | 0518/WN901 | Voormalig rooms-katholieke kerk Onze Lieve Vrouwe van Fatima met twee scholen in wederopbouw-stijl. Gekocht en in gebruik door City Life Church. |

## Moerwijk
De wijk Moerwijk kent 1 gemeentelijk monument:
| Object                                                 | Bouwjaar | Architect                | Locatie | Coördinaten                  | Nr.        | Afbeelding                                             |
| ------------------------------------------------------ | -------- | ------------------------ | --- | ---------------------------- | ---------- | ------------------------------------------------------ |
| In hofstructuur opgezet complex van sociale woningbouw | 1935     | Cusell, L., Munnik, J.N. | Esmoreitplein 1 t/m 68, Van Maerlantlaan 1 t/m 71, Minstreelstraat 50 t/m 82, Rederijkerstraat 202 t/m 244, Anna Bijnslaan 51 t/m 105 | 52° 3' 16" NB, 4° 17' 57" OL | 0518/WN623 | In hofstructuur opgezet complex van sociale woningbouw |

## Morgenstond
De wijk Morgenstond kent 3 gemeentelijke monumenten:
| Object                                               | Bouwjaar  | Architect                  | Locatie                   | Coördinaten                  | Nr.        | Afbeelding                                           |
| ---------------------------------------------------- | --------- | -------------------------- | ------------------------- | ---------------------------- | ---------- | ---------------------------------------------------- |
| Voormalige Maarten Lutherschool in wederopbouw stijl | 1955-1958 | Boiten, R., Klerk, L.J. de | Genemuidenstraat 208/208a | 52° 2' 56" NB, 4° 16' 54" OL | 0518/WN885 | Voormalige Maarten Lutherschool in wederopbouw stijl |
| NH Adventkerk in Wederopbouw stijl                   | 1951-1955 | Karel Sijmons              | Hengelolaan 225           | 52° 2' 57" NB, 4° 16' 16" OL | 0518/WN624 | Meer afbeeldingen                                    |
| Voormalig schoolgebouw in wederopbouw stijl          | 1957      | Schamhart, Sj.             | Zuidlarenstraat 57        | 52° 3' 6" NB, 4° 16' 11" OL  | 0518/WN888 | Voormalig schoolgebouw in wederopbouw stijl          |

## Wateringse Veld
De wijk Wateringse Veld kent 7 gemeentelijke monumenten:
| Object                                          | Bouwjaar    | Architect     | Locatie                      | Coördinaten                  | Nr.        | Afbeelding        |
| ----------------------------------------------- | ----------- | ------------- | ---------------------------- | ---------------------------- | ---------- | ----------------- |
| Schoutswoning                                   | 16e-eeuws   |               | Bovendijk 141 en 143         | 52° 1' 36" NB, 4° 17' 58" OL | 0518/WN730 | Meer afbeeldingen |
| Herenhuis in eclectische stijl Huize Scheltema  | 1875-1899   |               | Laan van Scheltema 1         | 52° 1' 39" NB, 4° 17' 26" OL | 0518/WN732 | Meer afbeeldingen |
| IJzeren watertoren van een glastuinbouwbedrijf  | circa 1900  |               | Martinus Nijhoffweg 3-5, bij | 52° 2' 13" NB, 4° 16' 42" OL | 0518/WN882 | Upload foto       |
| Watertoren                                      | 20ste-eeuws |               | Noordweg 44                  | 52° 2' 3" NB, 4° 16' 43" OL  | 0518/WN734 | Watertoren        |
| Vrijstaand woonhuis in Amsterdamse School stijl | 1930        | Vliet, J. van | Noordweg 119                 | 52° 2' 8" NB, 4° 17' 4" OL   | 0518/WN733 | Meer afbeeldingen |
| Woonhuis                                        | 1850-1899   |               | Oosteinde 27                 | 52° 1' 36" NB, 4° 17' 12" OL | 0518/WN735 | Woonhuis          |
| Boerderij De Rhijenhof                          | 1594-1597   |               | De Rhijenhof 14              | 52° 2' 9" NB, 4° 16' 31" OL  | 0518/WN731 | Meer afbeeldingen |